# 아홉산
아홉산(-山, Ahopsan)은 부산광역시 금정구와 기장군 철마면과 일광읍 용천리 등에 걸쳐 있는 산이다. 산과 관련된 지명으로는 산의 봉우리가 9개인 것에서 비롯되어 있다. 서쪽 산록에서는 웅천천을, 동쪽에서는 일광천의 지류들이 각각 발원한다. 그리고 해당 산에서는 다양한 수종의 인공림, 자연림 등이 어우러져 약 43ha(13만평) 규모의 숲이 조성되어 있다.